# Mesoleius phyllotomae
Mesoleius phyllotomae là một loài tò vò trong họ Ichneumonidae.